# Rechnungswesen
Das Rechnungswesen (RW oder auch REWE) oder (seltener) Unternehmensrechnung ist ein Teilgebiet der Betriebswirtschaftslehre und dient der systematischen Erfassung, Überwachung und informatorischen Verdichtung der durch den betrieblichen Leistungsprozess entstehenden Geld- und Leistungsströme.
Zum einen werden Geld- und Güterströme in einem Unternehmen dokumentiert, um gegenüber Außenstehenden Rechenschaft ablegen zu können (externes Rechnungswesen), zum Beispiel gegenüber dem Finanzamt, den Banken oder auch Kostenträgern im Gesundheitswesen. Zum anderen soll das Rechnungswesen dem Unternehmer aber auch die Daten liefern, die zur Steuerung und Planung des Unternehmens notwendig sind (internes Rechnungswesen). In der Schul- und Berufsausbildung mehrerer deutscher Bundesländer wird Rechnungswesen im Fach Kaufmännische Steuerung und Kontrolle (KSK) gelehrt.

## Bereiche des Rechnungswesens
Das Rechnungswesen untergliedert sich in folgende vier Teilbereiche:

### Externes Rechnungswesen
Das externe Rechnungswesen (Rechnungslegung) bildet die finanzielle Situation des Unternehmens nach außen ab. Es stellt die Vermögens-, Finanz- und Ertragslage des Unternehmens im Jahresabschluss (Bilanz, Gewinn- und Verlustrechnung), der Kapitalflussrechnung und weiteren Instrumenten, die nicht notwendigerweise zahlenorientiert sind, wie dem Anhang und dem Lagebericht dar. Rechtliche Grundlage ist in Deutschland das Handelsgesetzbuch (HGB) und in Österreich das Unternehmensgesetzbuch (UGB)
Die Buchführung ist der Teil des Rechnungswesens, der die im Unternehmen anfallenden Geschäftsvorfälle (z. B. der Einkauf von Waren und der Verkauf von Produkten) aufzeichnet.

### Internes Rechnungswesen
Das interne Rechnungswesen, auch als Controlling bezeichnet, beschäftigt sich mit der Planung, Kontrolle und Koordination bewerteter Unternehmensprozesse im Hinblick auf die Maximierung des Unternehmenserfolgs. Die so ermittelten Informationen sollen der objektiven Fundierung von Entscheidungen des Managements dienen. Dazu werden die Quellen des Erfolgs eines Unternehmens, insbesondere mit Hilfe der Kosten- und Leistungsrechnung und der Investitionsrechnung, analysiert und zu einem Controllingkonzept ausgebaut.
Das interne Rechnungswesen ist prinzipiell nicht an die handels- und steuerrechtlichen Auflagen und Publizitätspflichten des externen Rechnungswesens gebunden, deshalb kann es auch mit abweichenden und zusätzlichen Bewertungsansätzen arbeiten. Neben unterschiedlichen Bewertungsansätzen für Faktorpreise sind abweichende Kosten unter dem Begriff kalkulatorische Kosten einzuordnen. Kalkulatorische Kosten können Zins (inkl. Risiko), Unternehmerlohn, Abschreibung, Miete etc. sein. Ferner ist die Betrachtung im Gegensatz zum externen Rechnungswesen überwiegend zukunftsorientiert, d. h., sie operiert mit Standard- und Planwerten. In der Regel werden auch die Komponenten des Gesamterfolgs auf Ebene der einzelnen Produkte und Dienstleistungen ermittelt und analysiert.
- Betriebsabrechnung (kalkulatorische Buchführung)
  - Kostenartenrechnung
  - Kostenstellenrechnung
  - Kostenträgerrechnung
  - kurzfristige Erfolgsrechnung (Betriebsergebnisrechnung)
- Selbstkostenrechnung (Kostenträgerstückrechnung)

### Betriebswirtschaftliche Statistik und Vergleichsrechnung
- Betriebswirtschaftliche Statistik
- Einzelbetrieblicher Vergleich
  - Soll-Ist-Vergleich
  - Verfahrensvergleich
  - Zeitvergleich
- Zwischenbetrieblicher Vergleich (siehe Benchmark)

### Planungsrechnung
Die Planungsrechnung beschäftigt sich mit unternehmens- und betriebsbezogener Vorschaurechnung unter Anwendung betriebswirtschaftlicher Methoden. Sie dient der Entscheidungsvorbereitung für diverse Bereiche und Strategien der Unternehmen.

## Rechtliche Grundlagen des Externen Rechnungswesens

### Deutschland
Wichtigste rechtliche Grundlagen zum Rechnungswesen in Deutschland ist für den handelsrechtlichen Einzel- und Konzernabschluss das Handelsgesetzbuch (§§ 238 ff. HGB). Auch die Empfehlungen des Deutschen Rechnungslegungs Standards Committees (DRSC) sind in bestimmten Fällen im Rahmen der Konzernrechnungslegung relevant. Der handelsrechtliche Einzelabschluss – zu erstellen von jedem Kaufmann – hat die Funktion der Bemessung von Ausschüttungsansprüchen der Eigentümer; der Konzernabschluss hat insbesondere Informationsfunktion und dient weder der Ausschüttungs-, noch der Steuerbemessung.
Ferner haben kapitalmarktorientierte Konzern-Mutterunternehmen mit Sitz in einem der Mitgliedsstaaten der EU ihren Konzernabschluss nach den International Financial Reporting Standards (IFRS) zu erstellen, was diese Unternehmen in Deutschland von der Konzernrechnungslegung nach dem HGB befreit.
Für Zwecke der Steuerbemessung haben Gewerbetreibende, die entweder Kaufmann im Sinne des HGB sind oder bestimmte Größenkriterien erfüllen (nach § 141 AO), eine eigenständige Steuerbilanz zu erstellen, die sich am Einzelabschluss nach HGB orientiert (Maßgeblichkeitsprinzip). Hierbei sind neben dem HGB die Vorschriften des Steuerrechts zu beachten, insbesondere das Einkommensteuergesetz (EStG) und das Körperschaftsteuergesetz (KStG) und die dazugehörigen Durchführungsverordnungen.

### Schweiz
In der Schweiz hat die Rechnungslegung mindestens nach Obligationenrecht (OR) zu erfolgen. Um eine größere Transparenz für die Anleger zu erhalten, wurden die Fachempfehlungen zur Rechnungslegung (FER oder Swiss GAAP FER, nicht zu verwechseln mit IFRS) als Mindeststandard eingeführt, nach dem Unternehmen ihre Bilanzen und Erfolgsrechnungen aufbauen und gliedern. Speziell in der Schweiz ist auch die Problematik der stillen Reserven zu beachten.